# Kenwood TS-2000

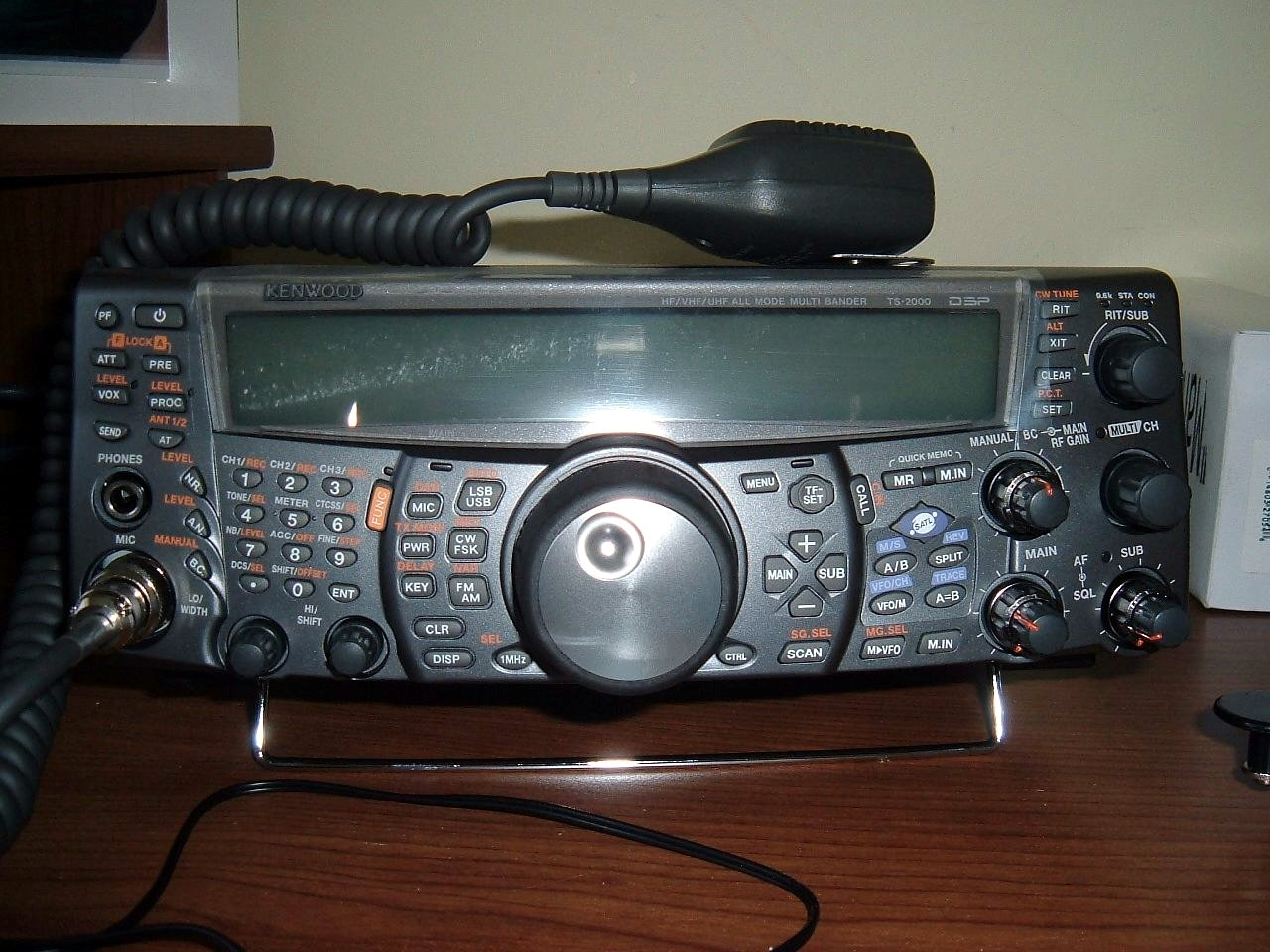
Kenwood TS-2000.

O Kenwood TS-2000 é um transceptor de radioamador fabricado pela Kenwood Electronics. Desenvolvido em 2000, o rádio se tornou muito popular entre os aficionados do radioamador por sua funcionalidade "tudo em um". Pode transmitir em todas as bandas do radioamadorismo de 160 metros e 70 centímetros, com a excepção da banda de 1,25 metros.